# Flatbush Zombies
I Flatbush Zombies (stilizzato: Flatbush ZOMBiES) sono un gruppo hip hop statunitense proveniente dal quartiere di Flatbush, a New York e formato nel 2010.

## Storia del gruppo
Il gruppo è composto dai rapper Mecchy Darko, Zombie Juice ed Erick Arc Elliott, quest'ultimo è il produttore discografico della band. Il trio fa parte del movimento Hip Hop East Coast conosciuto come "Beast Coast", che è composto da vari gruppi rap di Brooklyn, come i The Underachievers ed il collettivo Pro Era.
I Flatbush Zombies hanno collaborato con vari artisti, come RZA, ASAP Mob, Jim Jones, Juicy J, Danny Brown, Action Bronson, Mr. Muthafuckin eXquire, Anthony Flammia e molti altri. Si sono esibiti a vari festival, come The Hudson Project, JMBLYA, Coachella Valley Music and Arts Festival, Pemberton Music Festival, Afropunk Festival, Paid Dues, North Coast Music Festival, SXSW, Roskilde, e al Lollapalooza di Chicago. Il gruppo è cresciuto in popolarità attraverso due mixtape e vari video musicali, ma principalmente con il loro primo album in studio: 3001: A Laced Odyssey, nel 2016.

## Discografia
- 2012 - D.R.U.G.S. (mixtape)
- 2013 - BetterOffDead (mixtape)
- 2014 - Clockwork Indigo (EP con The Underachievers a nome Clockwork Indigo)
- 2016 - 3001: A Laced Odyssey
- 2018 - Vacation in Hell
- 2020 - Now, More Than Ever (EP)